# 拉布里 (热尔省)
拉布里（法語：Labrihe）是法国热尔省的一个市镇，属于孔东区（Condom）莫韦赞县（Mauvezin）。该市镇总面积9.44平方公里，2009年时的人口为204人。

## 人口
拉布里人口变化图示